# Raseborg
Raseborg (in finlandese Raasepori) è una città finlandese di 27306 abitanti, situata nella regione dell'Uusimaa. È stata fondata nel 2009 come unione dei comuni di Karis, Pohja e Ekenäs.

## Società

### Lingue e dialetti
Le lingue ufficiali di Raseborg sono lo svedese ed il finlandese, e 3,7% parlano altre lingue.
| %     | Ripartizione linguistica (gruppi principali) |
| ----- | -------------------------------------------- |
| 65,6% | madrelingua svedese                          |
| 30,7% | madrelingua finlandese                       |